# Poesiomat (Vrchlabí)
Poesiomat ve Vrchlabí v okrese Trutnov se nachází na prostranství před kostelem svatého Vavřince.

## Historie
Poesiomat byl instalován 14. března 2022 a odhalila jej olympijská vítězka Eva Samková. Lze si poslechnout například zvukovou stopu z filmu Hoří, má panenko, zvuky Labe nebo záznamy medailových olympijských jízd místních rodaček Karolíny Erbanové a Evy Samkové.
“Na Vrchlabí nedám dopustit. Po Praze je pro mě nejdůležitějším městem Vrchlabí.” (Miloš Forman)